# ジェノグラフィック・プロジェクト
ジェノグラフィック・プロジェクト（英: The Genographic Project）とは、ヒトのY染色体ハプログループ（父系）やミトコンドリアDNA（母系）の情報を基に、人類の共通祖先の発祥地から全世界への拡散ルートを特定しマップ化していくことにより、人種・民族の起源と相互関係を視覚的に明らかにしていくことを目的とした進化人類学的研究。個人ユーザー向けのY染色体・ミトコンドリアDNAハプログループの検査サービスを活用した非営利目的の学術研究プロジェクト。2012年秋より、次世代型シーケンサーを活用して解析を行うようになり、プロジェクト名はGeno 2.0 次世代（ジェノ2.0 ネクスト・ジェネレーション）。2020年6月1日終了したプロジェクト。

## 概要

### 開始
2005年4月13日、アメリカのナショナルジオグラフィック協会・IBM・アリゾナ大学・Family Tree DNAが、スペンサー・ウェルズ博士をプロジェクト・ディレクターとして、全世界のあらゆる地域、あらゆる民族の遺伝子データを集め、全人類の遺伝子系図と拡散の過程を、今後5年間（当時の目標で2010年まで）で明らかにしていくことを目標とした共同研究プロジェクトを開始した。このプロジェクトはジェノグラフィック・プロジェクトと名付けられ、研究費用として4000万米ドルが用意された。現在は分子人類学者のミゲル・ヴィラ博士がプロジェクト・ディレクターを務めた。

### 特徴
世界中の11の地域拠点の研究者から、各地域の少数民族などのDNAサンプルを採集する他、特筆すべき点は、このプロジェクトに誰でも99ドルで、参加できる方式を採用し、集まった余剰金は少数民族の貴重な文化の保護や研究に役立てられる（レガシー基金）というプロジェクト・モデルを打ち立てたことにもあった。

## 参加方法

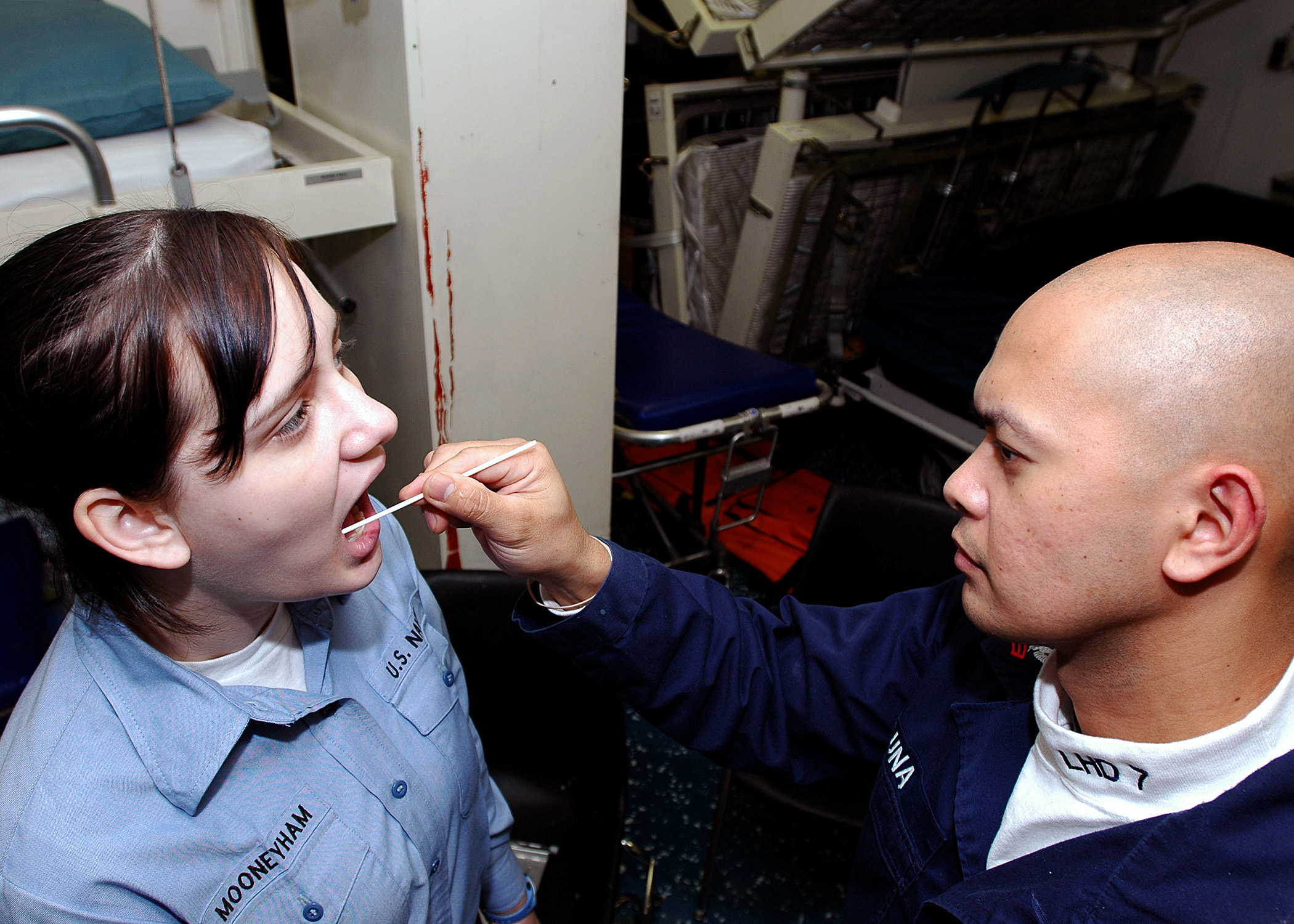
口腔粘膜からDNAサンプルを採取する場合の一例

参加希望者が、ナショナルジオグラフィック協会のジェノグラフィック・プロジェクトのwebサイト上から、参加キットの購入手続きをすると「プロジェクト内容の説明用のDVD（1枚）・自分に振り分けられたID番号・採取用の綿棒（2本）・採取後のサンプルを入れる小型のプラスチックケース（2個）・人類の拡散経路の想定地図・サンプル採取説明書・同意書・返送用封筒」などの一式が入ったビデオテープサイズの箱（セルフ・テスト・パッケージ）が送られてくる。
参加者は、取扱説明書に従って、自分で頬の内側の口腔粘膜を専用の綿棒（スクレイパー）で、1分間ほど擦ることによってサンプルを採取し、専用のプラスチックケースに密閉したあと返送用封筒に入れてテキサス州ヒューストンにあるジェノグラフィック・プロジェクトの遺伝子解析ラボに返送する。
開始当初はラボで、PCR法によって目的のDNAを選択的に増幅し、それを基に解析が行われていたが、2012年秋より、次世代型シーケンサーを活用して解析が行われるようになり、分析精度が飛躍的に向上した。採取したサンプルが遺伝子解析ラボに到着し、分析が開始されてから結果が出るまで約2ヶ月を要するが、その間、参加者たちは、ジェノグラフィック・プロジェクトのwebサイト上に、自身のID番号を入力することによって、分析過程の大まかな進捗状況を見ることが可能である。芸能人では俳優の細川茂樹、堀江貴文、また竹村健一の長男で文化人類学者の竹村真一らがこのプロジェクトに参加した。結果はいずれもハプログループD1a2（M64.1）という結果であった。

### 社会的影響
以上のように、低価格で誰にでも扱いやすく簡単なプロセスを経て自己の父系もしくは母系の祖先の手掛かりを知ることが出来るため、欧米を中心として急速に自己のハプログループや歴史上の人物、有名人のハプログループなどに関する興味が高まるきっかけとなった。日本ではフジテレビジョン系列で人類の足跡である南アメリカ・チリナバリーノ島からタンザニアまで（北ルート）のおよそ5万キロを逆ルートから遡って行く『グレート・ジャーニー』という、紀行ドキュメンタリー番組がシリーズとして放送された。
またこのプロジェクトを活用し、2018年には一般社団法人板垣退助先生顕彰会が『板垣退助のグレート・ジャーニー』と題し、明治維新150年・板垣退助百回忌記念事業の一環として、板垣退助の子孫複数名からDNAサンプルを採取し解析を行った結果、幕末明治の元勲の遺伝子として初めて板垣退助のY染色体系統が特定された。

## 使用される遺伝子マーカー

### Y染色体ハプログループ
ジェノグラフィック・プロジェクトでは、個々の人々との祖系関係を識別にする指標に遺伝子マーカーを利用している。ヒトの常染色体DNAは、父母の両系からの遺伝子を組み合せながら受け継がれるため、世代が離れるほど、遺伝的要素が薄められていくが、父から引き継がれるY染色体は、母体に存在しないため、父系が続く限り（子孫に男性が生まれ続ける限り）父と全く同じものを引き継ぐことになる。しかし、世代間によって成されるY染色体の複製は、物理的にはアナログコピーの繰り返しとなる為、何千年に一度の割合で、複写ミスが起こる。しかし、その多くは直ちに生存を脅かすものでは無いため、その偶発的な複写ミスの痕跡は、そのまま男系子孫に何百世代にも渡って受け継がれるため、その痕跡のバリエーションを多数採取してハプログループとして比較をすれば、相互の分岐関係がわかるというものである。これを体系化したものがY染色体ハプログループと呼ばれるものである。

### ミトコンドリアDNAハプログループ
同様に母から全く同じものを子供が引き継ぐのがミトコンドリアDNAであり、この場合父には「父の母」から引き継がれたミトコンドリアDNAが存在するものの、父から子には引き継がれず、母の持つミトコンドリアDNAと全く同じものを子供が引き継ぐため、子孫に女性が生まれ続ける限り、母系に由来するハプログループが何千年にも渡って世代間に引け継がれる。この場合も物理的にはアナログコピーの連続となるため、どこかの世代で複写ミスが起こったものが、さらに引き継がれるので、その痕跡のバリエーションを多数採取して体系化したものがミトコンドリアDNAのハプログループと呼ばれるものである。

これらのデータは単独ではあまり意味を成さない。しかし、全世界の民族に対して包括的に行うことによって地域的特性などが浮き彫りとなり、人類の拡散と移動の経緯を明らかとすることが出来る。特に、他民族との混血が少ないと思われる少数民族の遺伝子データはマッピングの指標として有用である。

## 仕様

### 男女で得られる結果の違い
ジェノグラフィック・プロジェクトの初版（以下「Geno1.0」と称す）では、男性参加者は自己の父系を辿ることの出来るY染色体ハプログループの分析か、母系を辿ることの出来るミトコンドリアDNAの分析かどちらかを選択する仕様になっており、父母両系統の分析を希望する場合は、キットを2セット購入して夫々の分析を依頼する必要があった。
女性参加者の場合は、Y染色体を持たないため、母系を辿ることの出来るミトコンドリアDNAの分析のみが可能であり、女性参加者が自己の父系の分析を希望する場合は、自身の父・祖父・兄弟などに依頼をして、その親族のY染色体を分析しなければならない。
Y染色体の分析はGeno1.0の場合、12のSTR（マイクロサテライト）のマーカー（Y-DNA: DYS393, DYS439, DYS388, DYS385a, DYS19, DYS389-1, DYS390, DYS385b, DYS391, DYS389-2, DYS426, DYS392）の分析を基礎として、さらに基準となるSNPの分析を併用して結果を得る方式であり、ミトコンドリアDNAの場合はHVR1の分析を行う方式である。この為、Y染色体の場合、例えばハプログループD2という結果であっても、その下に続くD2a1bなどのサブクレードまではサポートしていない方式であった（ミトコンドリアDNAの場合も同様）。

### FTDNAとの補完関係
しかし、それを補完する方法として、本人が希望すれば、ジェノグラフィック・プロジェクトと提携しているFamily Tree DNA社（略称「FTDNA」）のサイトにデータを転送し、参加者が追加料金を支払ってサブクレードの基点となるSNPの解析を行うことで、自己のサブクレードを更に解析できることが可能となっている。このような、個人向け遺伝子解析団体や企業が、相互に補完しあうことで、夫々の特性を維持したまま、より活性化していくというプロジェクト・モデルも画期的な試みであった。ちなみにジェノグラフィック・プロジェクトが、全人類を対象とした地球規模の地図化に主眼があるのに対して、FTDNAは、個人の系譜を完成させていくことが主眼のDNA解析であることに違いがあるが、両者は互いに重なりあう面が多く、欧米ではGeno1.0の参加者の多くがFTDNAにデータを転送し、FTDNAのユーザーとなっている場合が多い。（逆にFTDNAから開始した人が、Geno1.0にデータを送ることも可能である）

### Helixとのパートナーシップ
2016年、ジェノグラフィック・プロジェクトは、Helixとのパートナーシップを開始したことに伴い、プロジェクトの参加者は、DNAの解析によって得られたさらに深い情報を取得・管理することができるようになった。(Helix版は米国内発送のみ。唾液採取型で、サンディエゴの解析ラボを使用し、従来版はヒューストンのラボで解析されている)

### Geno1.0の研究成果
Geno1.0は、2009年4月の時点で30万人以上の人々が参加し、2009年8月には、ナショナルジオグラフィックチャンネルで、『人類の系譜（原題「The Human Family Tree」）』というタイトルで、ジェノグラフィック・プロジェクトの研究成果をドキュメンタリー番組としてまとめた内容が放映された。

### Geno2.0（ベータ版）のリリース
2012年秋、次世代型シーケンサーによる解析法を導入し、旧来のPCR法による解析を廃止した。ジェノグラフィック・プロジェクトは内容を一新して「Geno2.0」のベータ版としてリリースを開始。これにより分析精度は飛躍的に向上した。Geno2.0の参加費用は、199米ドル（税金や送料は別途必要）で、Geno1.0に比べて約2倍の参加費用になっているが、男性参加者の場合は、父系を辿れるY染色体ハプログループと母系を辿れるミトコンドリアDNAの分析を包括した内容になっている。

### Geno2.0（ベータ版）の特徴
常染色体の解析については、各人の常染色体のDNAパターンを示すだけではなく、スペンサー・ウェルズ、エラン・エリハイク、ジョンズ・ホプキンス大学、ナショナルジオグラフィック協会、FTDNAらによって共同開発された、ヒトのゲノムを構成する代表的な9つの祖先の出身地域（北東アジア・地中海・南部アフリカ・南西アジア・オセアニア・東南アジア・北ヨーロッパ・サハラ以南のアフリカ・ネイティブアメリカン）の人々との混成歩合（ブレンド度合い）を明らかにできるジェノチップ（GenoChip）と呼ばれる方式を採用している。
これにより、現在の自分がいずれの国（地域の人）たちと近似しているかを数値的に表したり、ネアンデルタール人やデニソワ人と共通している常染色体の割合なども表示することが可能となった。
また「私たちの物語」というページでは、Geno2.0の参加者が互いに父祖・母祖について知っている内容を書き込めるようになっており、完全匿名性を重視したGeno1.0に比べて、同じハプログループに属する人々が交流できるような仕様に変更されている。

### Geno2.0（ベータ版）販売対象地域による発送版の違い
Geno2.0（ベータ版）では、現在、「米国内発送用」・「ヨーロッパ・オーストラリア地域発送用」・「国際発送用（米・欧・豪以外の地域用）」の3種類が販売されており、価格は同じであるが、解析過程に何らかの違いがある可能性がある（詳細は明らかにされていない）。

### Geno2.0（次世代）のリリース
2015年6月より、出荷調整のため「ベータ版」の販売を停止し、同年秋、「Geno2.0次世代（ネクスト・ジェネレーション）」として、Geno 2.0の正規版をリリースした。パッケージは「ベータ版」とほぼ同様の黒で、スクレイパーやプラスチック容器、付属の返信用封筒も全く同一のデザインである。参加費用は「ベータ版」と同じく199米ドル（税金や送料は別途必要）。男性参加者の場合は、父系を辿れるY染色体ハプログループと母系を辿れるミトコンドリアDNAの分析が可能。「ベータ版」ではネアンデルタール人やデニソワ人と共通している常染色体の割合が表示されていたが、「次世代版」ではデニソワ人との差異を表す項目が無くなっており、ネアンデルタール人と共通している常染色体の割合のみとなっている。分析精度が飛躍的に向上し、14万SNPの解析が可能となった反面「ベータ版」で可能であった、生データのダウンロードが「次世代版」ではダウンロード出来ない仕様に変更された。しかし、FTDNAにデータを転送することは可能で（FTDNAのユーザーとなっている場合）、FTDNAのサイトから生データをダウンロードすることは可能である。

### Geno2.0（次世代）販売対象除外地域
Geno2.0（次世代）では、現在、ロシア・メキシコを発送除外（理由は明らかにされていない）にしており、この2国を除く全世界への出荷が可能である。日本国内では低価格で精度の高いY染色体ハプログループの解析（Y染色体14万SNPの解析が可能）を行っている会社が存在しないため、日本国内の利用者も増加傾向にあった。

### Helix版(米国内発送用)のみに限定
国際発送版は、口腔内粘膜をスクレイパー(綿棒)で掻き取りプラスチックケースに入った保存液に入れて送り返すタイプで、費用も199米国ドルと送料50ドルかかるのに対し、Helix版は米国内のみを発送対象とし、唾液採取型で費用は99米国ドル、キャンペーン期間中は59ドルで販売するなど、価格帯でも大きな開きがあった。2018年よりジェノグラフィック・プロジェクトは、国際発送版を廃止し、Helix版(唾液採取型)のみの販売に移行し、日本国内からの参加は不可能となった（※国際版販売中止以前に、国際版の解析キットを購入したユーザーのみ参加可能）。

### Helix版の販売中止とプロジェクトの終了
2019年6月1日、ジェノグラフィック・プロジェクトは、Helix版の販売中止を発表。同時に2020年6月1日をもってプロジェクトを終了する旨を発表した。既に販売済で未使用のキットに関しては、2019年12月31日までに使用し、返送の手続きを行っている分のみを解析の対象とし、解析後のデータの閲覧も、2020年6月1日以降は不可能となることを告知し、既ユーザーに対してはデータをダウンロードし個々で保存することを奨励している。ジェノグラフィック・プロジェクトで解析したデータをFTDNAのサイトへ転送した分については、FTDNAのサイトで引き続き使用可能である。

### 日本人の最終参加者
日本人最終の参加者は、北海道の牧師・立石賢治の孫にあたる男性である。同氏は一般社団法人板垣退助先生顕彰会の明治維新150年・板垣退助百回忌記念事業を通じて、同プロジェクトに参加。2019年12月29日大阪駅前第1ビルにおいてサンプルを採取。同30日日本国内より発送し12月31日米国の取扱局を経て、2020年1月3日、米国テキサス州ヒューストンの解析ラボに到着した。ジェノグラフィック・プロジェクトは、2019年8月の時点で、同年12月31日迄にキットを提出するよう告知していたが、これが「到着」を意味するのか被験者が現地からの「投函」を意味するのか曖昧な表現であり、海外からの発送の場合、現地時間の発送を含むのか、米国のテキサス州での到着時間が適用されるのかの明記もされていない状態であった。その後、同プロジェクトはFAQにおいて「サンプルを解析するために提出する最終日が2020年1月1日である」ことを英文にて告知した。更に「同日以降に受信したキットは、解析処理も送信者への返品もせず、ラボによって破棄される」と補足した。しかし、同日は年始の休業日であったため、事実上1月3日迄の到着分が有効となり、同年1月22日解析作業が開始された。同年2月1日解析が完了し査読を経て、同月14日結果が開示された。これが、記録に残る日本人最終の被験者となった。

## プロジェクトの成果
2014年の時点でGeno2.0（ベータ版）の参加者は、世界中で約65万人以上、2015年（正規版）発売開始以降、約70万5,000人、2016年2月の時点で約74万2,652人を越え、2017年9月には約83万4,322人を記録、2019年12月の時点で、約100万5,694人、140ヶ国の人々が参加している。これら、参加者たちによって提供されたDNAの生データは人類遺伝学・分子生物学の分野の発展に大いに貢献された。このプロジェクトの成功により、消費者が遺伝子検査に手軽に申込めるというスタイルが確立され、海外では病気のリスクなどが予知できる23andMe （※23andMeは日本国内では利用できない）など、様々な分野にもDNAを利用したビジネスが生み出されるきっかけとなった。
また、世界中で日本人にしか見られないY染色体の系統であるハプログループD1a2a（縄文系）や、世界で珍しく日本人に多いO1b2（弥生系）の系統樹が更新される要因となった。

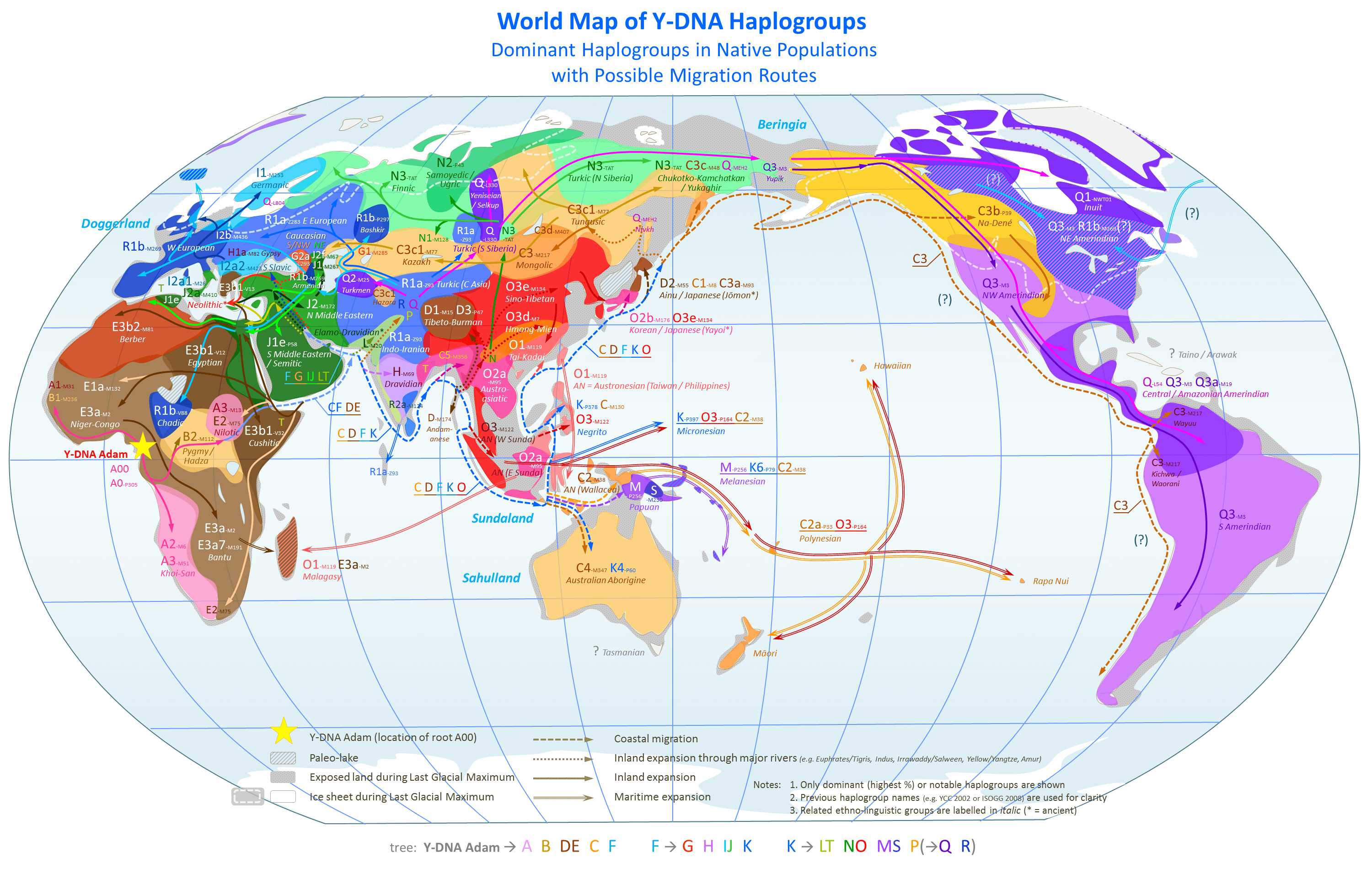
Y染色体ハプログループの世界拡散を表す想定地図

## チームメンバー
ジェノグラフィック・プロジェクトの主たるチームメンバーは、以下のとおりである。
- スペンサー・ウェルズ - 初代・プロジェクト・ディレクター（ナショナルジオグラフィックエクスプローラ・イン・レジデンス）
- ミゲル・ヴィラ - 第2代・プロジェクト・ディレクター
- エラン・エリハイク - 主任研究員、バイオインフォマティクス研究センター（ジョンズ・ホプキンス大学）
- 李ジン - 主任研究員、東アジア担当
- セオドア・スキュール - 主任研究員、北米担当
- ファブリシオサントス - 主任調査官、南米担当
- デビッド・コマスとルイス・キンタナ - 主任研究員、西ヨーロッパおよび中央ヨーロッパ担当
- ピエール・ザローヤ - 主任研究、中東と北アフリカ担当
- ヒムラー・ソーダヤル - 主任調査官、サハラ以南のアフリカ担当
- エレナ・バラノフスカ - 主任研究員、北ユーラシア担当
- ラマサミー・ピットチャパン - 主任研究員、インド担当
- アラン・クーパー - 主任研究員、古代DNA担当
- ジョン・ミッチェル - 主任研究員、オーストラリアとニュージーランド担当
- リサ・マチソ・スミス - 主任研究員、オセアニア担当
- アジャイ・ロユール - バイオインフォマティクス、IBM
- サイモン・ロングスタッフ - 諮問委員会（セント・ジェームズ倫理センターのディレクター）
- ミーブリーキー - アドバイザリーボードメンバー
- メリット・ルーレン - アドバイザリーボードメンバー
- コリン・レンフルー - アドバイザリーボードメンバー
- ルイージル・カカヴァッリ-・スフォルツァ - アドバイザリーボードメンバー
- ウェイド・デイビス - アドバイザリーボードメンバー
- キム・マッケイ - ナショナルジオグラフィックコンサルタントとジェノグラフィックレガシー基金委員会のメンバー
- ドミニク・リッソーロ - アドバイザリーボードメンバー